# Нюкварн
Нюкварн (на шведски: Nykvarn) е град в лен Стокхолм, източната част на централна Швеция. Главен административен център на едноименната община Нюкварн от 1999 г. Намира се на около 40 km на югозапад от централната част на столицата Стокхолм. През периода 1971-1998 г. е бил в състава на община Сьодертеле. Има жп гара. Населението на града е 6497 жители според данни от преброяването през 2010 г.